# Wahlgren från Småland
Wahlgren från Småland är en svensk släkt.

## Historik
Släkten härstammar från Tuna socken i Småland där Per Börjesson Wahlgren föddes i mitten av 1700-talet. Hans son Per Magnus Wahlgren, kommissionslantmätare, hade två söner som blev präster i Östergötland. Bland släktens mer kända medlemmar kan nämnas sångerskan Pernilla Wahlgren, hennes bror skådespelaren Niclas Wahlgren samt deras far Hans Wahlgren.

## Stamtavla  (urval)
- Per Börjesson Wahlgren (1752–1823), trädgårdsmästare
  - Per Magnus Wahlgren (1780–1860), ingenjör, vice kommissionslantmätare
    - Carl Fredrik Wahlgren (1811–1888), kyrkoherde och kontraktsprost
    - Anders Magnus Wahlgren (1813–1883), kyrkoherde, gift med Josefina Loenbom (dotter till prosten Carl Johan Loenbom)
      - Carl Wahlgren (1856–1917), jurist och ämbetsman
        - Nils Wahlgren (1896–1987), jurist
        - Ivar Wahlgren (1901–1983), skådespelare, gift med Nina Scenna, skådespelare
          - Hans Wahlgren (1937–2024), skådespelare, gift med Christina Schollin, skådespelare
            - Niclas Wahlgren (född 1965), skådespelare, varit gift med Laila Bagge 2010–2015
            - Pernilla Wahlgren (född 1967), skådespelare och sångerska, varit gift med Emilio Ingrosso
              - Oliver Ingrosso (född 1989), discjockey och musikproducent
              - Bianca Ingrosso (född 1994), influerare och programledare
              - Benjamin Ingrosso (född 1997), låtskrivare och sångare

            - Linus Wahlgren (född 1976), skådespelare

        - Elin Wahlgren (1898–1973), gift med Anders Lignell, ingenjör och uppfinnare